# Elliot Caplin
Elliot A. Caplin (* 25. Dezember 1913 in New Haven, Connecticut; † 20. Februar 2000 in Stockbridge, Massachusetts) war ein US-amerikanischer Comicautor.

## Leben und Werk
Caplin, jüngerer Bruder von Al Capp, mit dem er nie zusammengearbeitet hat, übernahm von diesem in den 1940er Jahren den von Raeburn Van Buren gezeichneten Comicstrip Abbie an' Slats und setzte diesen bis zu dessen Einstellung im Jahr 1971 fort. Im Jahr 1950 begann er zusammen mit dem Zeichner John Cullen Murphy die Serie Big Ben Bolt, die bis 1978 fortgesetzt wurde. Am 9. März 1953 kam der in Zusammenarbeit mit dem Zeichner Stan Drake entstandene daily strip The Heart of Juliet Jones, auf den Markt. Dieser wurde in bis zu 600 Zeitungen abgedruckt. Die Autorentätigkeit für den Comicstrip Long Sam, der von Bob Lubbers gezeichnet wurde, übernahm Caplin ebenfalls von seinem Bruder. Im Jahr 1962 entstand in Zusammenarbeit mit dem Zeichner Ken Bald eine Comicadaption des Dr. Kildare.
Auf Deutsch sind von Caplin zwei Bände aus der Serie Big Ben Bolt im Verlag Pollischansky erschienen.